# Francis Scott Fitzgerald
(Francis Scott Fitzgerald, Tenera è la notte)
Francis Scott Fitzgerald (Saint Paul, 24 settembre 1896 – Los Angeles, 21 dicembre 1940) è stato uno scrittore e sceneggiatore statunitense, autore di romanzi e racconti. È considerato uno fra i maggiori autori dell'età del jazz e dei cosiddetti anni ruggenti e, più in generale, per la sua opera complessiva del XX secolo.

## Biografia

### Le origini
Fitzgerald nacque in un ambiente tipico del Middle West. Suo padre Edward era un gentiluomo del Sud originario del Maryland. Era cattolico, distinto e aristocratico nei modi e dall'indole integerrima, ma inconcludente, tanto da non riuscire sempre a provvedere degnamente ai bisogni della famiglia. La madre, Mary McQuillan, era una donna dal carattere romantico e irrequieto, figlia di un commerciante benestante e nipote di un ricco irlandese che aveva fatto fortuna in America grazie al commercio all'ingrosso di generi alimentari.
Sin dall'adolescenza il giovane Scott fu attratto dal mondo aristocratico del Sud e dagli ideali che il padre gli aveva trasmesso, quelli dell' "onore, della cortesia e del coraggio", ma avendo sofferto delle ristrettezze economiche e facendo un confronto tra il fallimento paterno e il successo dei nonni materni - che avevano conquistato la stima con il denaro - provò spesso ammirazione per la nuova borghesia statunitense ed ebbe sempre per essa rispetto e una certa invidia. Come dirà a Hemingway, e come scrisse in The Rich Boy, la ricchezza "è diversa da voi e da me: ha subito posseduto, subito goduto, e questo produce un effetto speciale".
Fitzgerald non poteva tuttavia fare a meno di rilevare la corruzione e l'apatia che spesso si associava a quello stile di vita e portò sempre con sé un vivo rigetto ricollegabile all'educazione cattolica impartitagli soprattutto dalla madre. Da qui nacque la lotta interna tra l'idealista romantico ed il moralista scettico che è alla base del suo atteggiamento verso la vita delle classi agiate e che costituì il principale tema delle sue opere.
Nel 1898 i Fitzgerald si trasferirono a Buffalo (New York), dove il padre aveva ottenuto un lavoro come rappresentante alla Procter and Gamble. A Buffalo rimasero fino al 1901, quando si spostarono a Syracuse, dove nacque la sorella Annabel.

### Gli studi
Nel 1903 la famiglia rientrò a Buffalo, dove Scott frequentò le scuole elementari al "Holy Angels Convent". Nel 1908 il padre venne però licenziato e la famiglia fu costretta a ritornare a St. Paul, dove saranno mantenuti dalla nonna materna rimasta vedova. Nel 1908 Scott iniziò a frequentare la "St. Paul Academy" di Saint Paul (Minnesota), dove già si esercitava alla scrittura tenendo un diario e scrivendo per la rivista studentesca Now and Then. Nel 1909 gli venne pubblicato il suo primo breve racconto di genere poliziesco dal titolo Il mistero di Raymond Mortage.
Ma il profitto non era dei più brillanti e i genitori decisero d'iscriverlo a un collegio cattolico dell'Est. Venne così mandato, nel 1911, alla "Newman School" nel New Jersey, normalmente conosciuta come la "Eton cattolica" dove conobbe e fece amicizia con padre Fay, uomo di chiesa colto e dagli eclettici interessi. Costui, che in seguito diventerà direttore della scuola, comprese subito che il giovinetto, al di fuori dell'apparenza narcisistica, era dotato di grande sensibilità e intelligenza. La sua amicizia fu così importante nell'educazione di Fitzgerald che a padre Fay, che sarà il monsignore Darcy del libro, dedicherà il suo primo romanzo, This Side of Paradise (Di qua dal Paradiso).
Durante questo periodo Fitzgerald si recava frequentemente a New York, che gli appariva come un mondo favoloso e ricco di fascino e che diventerà poi nella sua narrativa un mito. Egli in seguito scriverà:
 Continuava intanto il suo apprendistato di scrittore dilettante pubblicando poesie e brevi racconti sul Newman News e dimostrando il suo precoce interesse per il teatro mettendo in scena, con la sua regia, una commedia per una compagnia di filodrammatica del luogo dal titolo The Captured Shadow (L'ombra catturata).
Nel 1913 convinse i genitori a iscriverlo alla prestigiosa Università di Princeton che era l'università in quel periodo più nota dal punto di vista sociale e mondano e che segnerà per il giovane, malgrado fallimenti e frustrazioni, un momento fondamentale nel suo sviluppo. I primi anni trascorsi a Princeton furono per Fitzgerald i più spensierati della sua vita, trascorsi tra feste, musical e incontri sportivi. Non riuscì a emergere nel football, a causa anche del suo fisico delicato, ma si distinse come ottimo ballerino, brillante conversatore e scrittore di commedie musicali del "Triangle Club", una tra le più famose organizzazioni studentesche degli Stati Uniti d'America. Presso l'Università si era formata un'associazione studentesca che proponeva molte attività creative, tra le quali l'organizzazione di un musical che veniva allestito ogni anno.
Fitzgerald, desideroso di successo, accettò di comporre il libretto per l'operetta da presentare allo spettacolo annuale, che venne messo in scena nel dicembre del 1914 con il titolo Fie!Fie!Fi-Fi!, trascurando così gli studi e non ottenendo la carica di presidente del "Triangle Club" come desiderava. Gli anni di Princeton furono comunque per il futuro scrittore anni di importante formazione grazie alle numerose letture (tra i suoi preferiti vi erano Herbert George Wells, Bernard Shaw, Booth Tarkington, Compton Mackenzie, Oscar Wilde, Walter Pater e Rupert Brooke) e alla conoscenza di numerosi intellettuali.
Nel 1916 strinse amicizia con John Peale Bishop e con Edmund Wilson, a quel tempo redattori della rivista Nassau Literary Magazine alla quale Fitzgerald collaborava, grazie ai quali imparò a dirigere i suoi interessi letterari ancora indefiniti verso quelli più profondi e consolidati ed ebbe modo, sotto la guida in particolare di Peaple Bishop, che era un poeta e un filosofo, a comprendere la vera poesia con lo studio di Tennyson, Swinburne e Keats. Conobbe in quel periodo Ginevra King, una giovane e bella ragazza dell'alta società di Chicago, iniziando con lei una relazione destinata a finire molto presto e che lasciò il giovane Scott deluso e amareggiato.

### La guerra
Il 6 aprile 1917 gli Stati Uniti d'America intervennero nella prima guerra mondiale, ma in un primo tempo Fitzgerald non sembrò particolarmente colpito e continuò con tranquillità la sua vita universitaria. Nel mese di giugno si recò a far visita a padre Fay, che nel frattempo era stato nominato monsignore ed era in partenza per la Russia per appoggiare la Chiesa cattolica nei difficili giorni della rivoluzione di Kerenskij. Nei mesi successivi, Fitzgerald intrattiene con il padre una fitta corrispondenza con l'intenzione di raggiungerlo.
Tuttavia, a ottobre la sua domanda di arruolamento nell'esercito statunitense venne accolta e il 20 novembre, abbandonata l'Università di Princeton senza aver conseguito la laurea, venne inviato a Fort Leavenworth. Si era deciso ad andare come volontario in Europa per combattere in nome degli ideali di giustizia e di democrazia, ma non venne mai inviato al fronte. Con il grado di sottotenente fu stanziato nel Kansas e in seguito trascorse lunghi mesi inattivi al campo di addestramento di Fort Leavenworth in Florida. Fitzgerald però sfruttò ogni momento per rivedere, correggere e completare i ventitré capitoli del romanzo che aveva iniziato a Princeton e che sarebbe stata la prima traccia di Di qua dal Paradiso.
Inviato nel 1918 in Georgia, a giugno il suo reparto venne trasferito a Camp Sheridan in Alabama, dove ebbe modo di conoscere, durante un ballo del Country Club di Montgomery, Zelda Sayre, figlia di un noto giudice dell'Alabama. Scott, che rimase subito affascinato dalla bellezza e dalla sicurezza della giovane, se ne innamorò e i due giovani si fidanzarono. A novembre il reparto venne trasferito in una base di Long Island per l'imbarco, ma la fine della Prima guerra mondiale lo riportò a Montgomery e nel febbraio del 1919 egli venne congedato.

### Il primo romanzo:This Side of Paradise(Al di qua del paradiso)
Il giovane, una volta arrivato a New York, pieno di entusiasmo e di felicità, si impiegò in un'agenzia pubblicitaria, la Street Railway Advertising Company, per 90 dollari al mese e la rivista Smart Set gli pagò 30 dollari per un racconto. Presentò il manoscritto dell'Egoista romantico che aveva scritto durante il periodo di addestramento nel Kansas all'editore Scribner con la speranza che venisse accettato perché, come scrisse in una lettera inviata all'amico Edmundo Wilson, "Se Scribner lo accetta mi sveglierò una mattina e scoprirò che le debuttanti mi hanno reso famoso in una notte. Credo che nessun altro avrebbe potuto scrivere in modo così penetrante la storia dei giovani della nostra generazione".
Il romanzo venne però rifiutato, anche se l'editore lo incoraggiò a continuare. Zelda, che non aveva nessuna intenzione di sposare un uomo senza denaro, si rifiutò di aspettare più a lungo e ruppe il fidanzamento informale. Scott rimase ubriaco per tre settimane e si trovò a dover affrontare la miseria che tanto odiava.

### La situazione sociale e politica del 1919
Per le strade di New York intanto, dopo l'armistizio, iniziavano a vedersi sempre più spesso le bandiere rosse e anche se il sindaco di allora, John Francis Hylan, ne proibì la diffusione, non diminuirono le manifestazioni a carattere socialista con interventi delle guardie a cavallo per sedarle. Il paese si trovava in una crisi operaia molto grave e iniziarono gli scioperi per protestare contro i prezzi troppo alti e per adeguare i salari ai prezzi in aumento. Il paese era stato preso dal panico e verso la fine del 1919 cominciarono ad essere recapitati pacchi ad orologeria per dissuadere la propaganda socialista.

### La riscrittura e la pubblicazione del romanzo
Fitzgerald, che si trovava a dover vivere queste esperienze, decise di recarsi a St. Paul dove, chiuso in casa, si dedicava giorno e notte alla revisione del romanzo. A settembre egli ripresentò a Scribner il manoscritto, che venne accettato dal suo redattore, Maxwell Perkins, e il 26 marzo 1920 il romanzo, con il titolo di This Side of Paradise, (Di qua dal Paradiso) fu pubblicato e subito ben accolto diventando, come scrive Barbara Nugnes "un vero e proprio best seller non solo per le indubbie qualità di freschezza e di spirito, ma anche e soprattutto per il tono spregiudicato, insieme cinico e romantico, con cui esplorava la vita sentimentale degli adolescenti statunitensi". Fitzgerald divenne così in breve tempo uno dei portavoce della nuova generazione pronto ad abbandonarsi a quel lungo periodo di gioia irrefrenabile e di esaltazione collettiva che venne detta età del jazz.

### Il matrimonio con Zelda

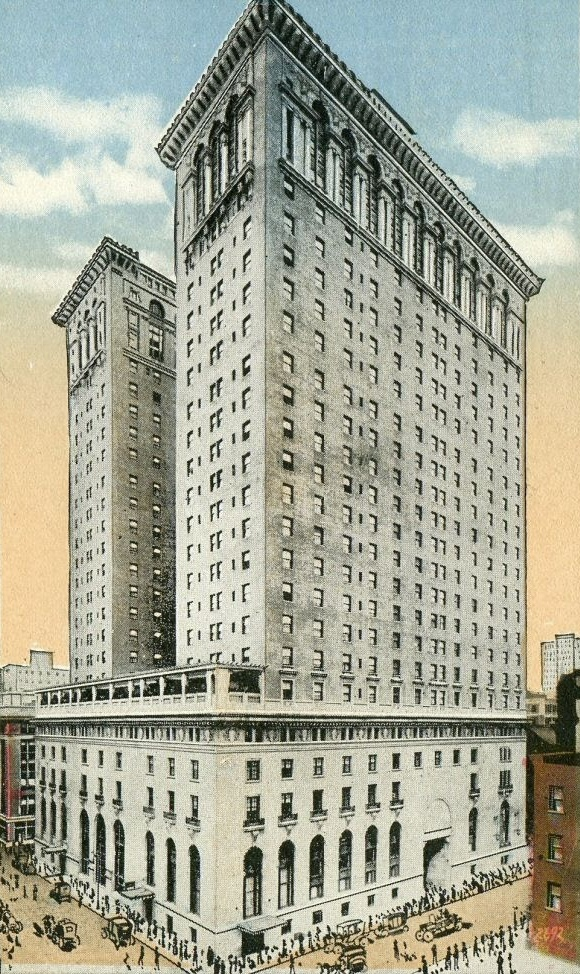
Una cartolina del 1917 del Biltmore Hotel presso il Fuller Building di Manhattan da cui i coniugi Fitzgerald furono allontanati per ubriachezza molesta durante la luna di miele

Fitzgerald ritornò felice e trionfante a Montgomery, mentre con la pubblicazione del romanzo egli aveva raggiunto l'agiatezza economica, e Zelda accettò di sposarlo. Il 3 aprile, nella Cattedrale di San Patrizio a New York con una favolosa cerimonia, si sposarono iniziando, come scrive Fernanda Pivano, "la grande leggenda della bellissima coppia, eroina, simbolo e interprete di tutte le prodezze sofisticate dell'età del jazz". Per l'estate affittarono una casa a Westport, nel Connecticut, e in ottobre un appartamento a New York a 38 West 59th Street, divertendosi in modo esagerato, scandalizzando gli anziani con il loro comportamento anticonformista e nello stesso tempo entusiasmando i giovani.

#### La prima raccolta di racconti:Flappers and Philosophers
Il 10 settembre era intanto uscita la raccolta di racconti Flappers and Philosophers (Maschiette e Filosofi) comprensiva di otto racconti sempre sullo stile leggero e cinico che tanto aveva attirato i lettori e che gli avevano dato la popolarità e il denaro. I racconti rispecchiavano quell'immagine degli Stati Uniti d'America che piaceva ai giovani: frivola e insieme spregiudicata, anticonformista e piena di romanticismo. Protagonista di questa prima narrativa di Fitzgerald era la "maschietta" (chiamata flapper) che non vuole responsabilità di alcun genere e ama solo divertirsi e pensare a sé stessa.

#### I viaggi
Il primo viaggio in Europa risale al 1920; il giovane scrittore si recò prima a Londra, dove ebbe modo di conoscere John Galsworthy, e successivamente in Francia. Il 1921 lo trascorse con Zelda nel Regno Unito, in Italia e in Francia. A Parigi conobbe Gertrude Stein, che in quei tempi teneva un colto salotto letterario dove ospitava tutti i letterati "espatriati". Il resoconto di questi viaggi fu narrato da Scott e da Zelda nel 1934 in Accompagna i signori F. al numero… 

#### La nascita di "Scottie"

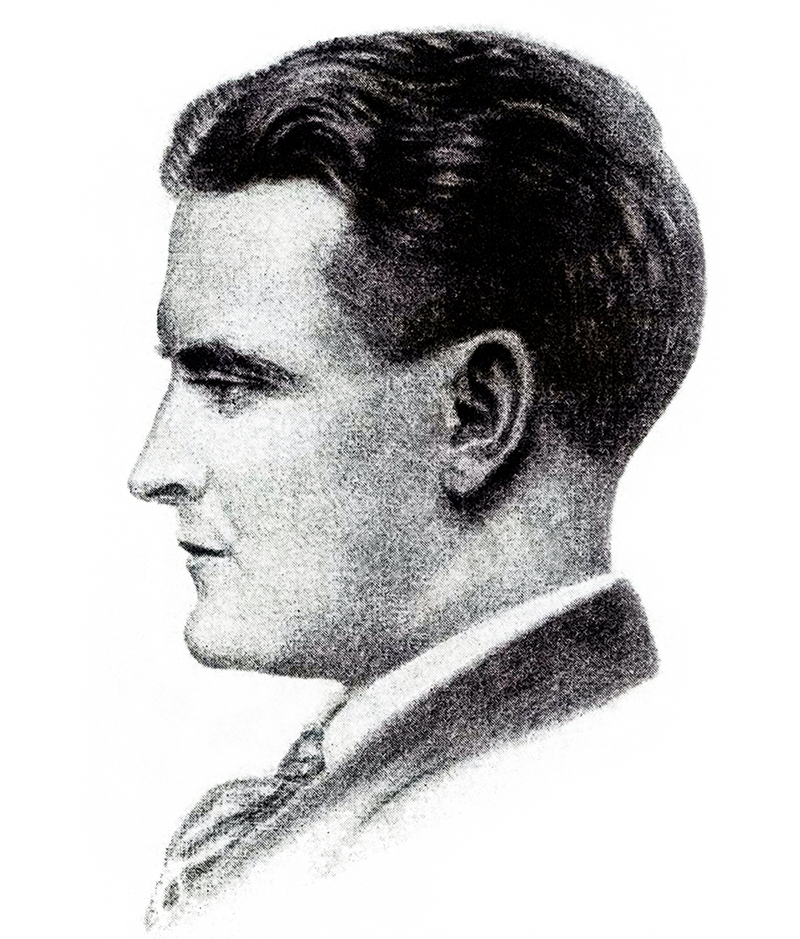
F. Scott Fitzgerald ritratto nel 1921 da Gordon Bryant per lo Shadowland Magazine

Sempre nel 1921 la coppia fece ritorno a St. Paul dove nacque la figlia Frances, chiamata affettuosamente con il soprannome di "Scottie", della quale lo scrittore si prenderà molta cura, soprattutto dopo la malattia che colpirà Zelda. A Sant Paul però non rimasero a lungo perché Zelda si annoiava a morte e per passare il tempo si divertiva a dare scandalo, con grande disappunto della cittadina che era molto tradizionalista.

### Gli anni a New York
Appena la coppia poté, fece ritorno a New York stabilendosi a Great Neck, Long Island. Sarà questo l'ambiente che Fitzgerald utilizzerà come scenario del suo romanzo Il grande Gatsby, e, come Gatsby, qui darà favolose e dispendiose feste che diventeranno leggendarie. A Great Neck Zelda e Scott rimasero fino alla primavera del 1924, quando decisero di andare a vivere in Francia.
Gli anni newyorkesi furono anni vissuti all'insegna della mondanità e dello sperpero, indebitando lo scrittore in modo preoccupante. Fitzgerald si era infatti imposto subito come simbolo di quella nuova generazione che, colpita dalla guerra, si lasciava trascinare da una vita spensierata, fatta di emozioni e di avventure esaltanti.

#### Il secondo romanzo:The Beautiful and Damned
Il 4 marzo 1922 venne pubblicato il secondo romanzo dello scrittore, The Beautiful and Damned (Belli e dannati) che era uscito a puntate sul Metropolitan Magazine e che affronta il tema della dissoluzione morale e psicologica di una giovane coppia negli Stati Uniti d'America degli anni venti. Il romanzo offre, attraverso apprezzabili chiaroscuri, le contraddizioni del grande paese nell'era del fox - trot, del jazz (poco citato) e del ragtime.

#### La seconda raccolta:Tales of the Jazz Age
Subito dopo la pubblicazione di Belli e dannati, il 22 settembre uscì una nuova raccolta dal titolo Tales of the Jazz Age (Racconti dell'età del jazz) che comprendono i migliori racconti della produzione fitzgeraldiana, tra i quali Il curioso caso di Benjamin Button, da cui è stato tratto l'omonimo film con Brad Pitt, Il diamante grosso come l'Hotel Ritz, novella in cui lo scrittore attacca l'amoralità, le ingiustizie e gli eccessi che derivano dalla ricchezza e, soprattutto, Primo Maggio, racconto realistico e di grande valore artistico dove la tecnica usata rammenta al lettore il metodo tipicamente cinematografico di alcuni romanzi di Dos Passos.

#### La vita a Long Island
Nell'ottobre del 1922 i Fitzgerald affittarono una casa a Long Island, una località alla moda, che ispirerà allo scrittore l'ambiente sociale del romanzo Il grande Gatsby. Tutto quello che lo scrittore aveva guadagnato con il successo dei precedenti romanzi venne sperperato in feste e inutili sprechi, tanto da costringere Fitzgerald a chiedere continui anticipi agli editori e a vendere il suo talento scrivendo a ritmo serrato racconti mediocri che vendeva alle riviste più popolari.

#### La prima commedia:The Vegetable, or from President to Postman
Nel novembre del 1923 venne messa in scena ad Atlantic City la commedia in tre atti The Vegetable, or from President to Postman (Il vegetale, o da presidente a postino) che fu un insuccesso. Il lavoro fu giudicato mediocre e si giustificava solamente con il fatto che Fitzgerald in quel periodo aveva un gran bisogno di denaro ed era così disposto a scrivere anche cose in cui non credeva.
Risale a questo periodo l'amicizia con un altro scrittore dalla vita disordinata e tragica, Ring Lardner, allora suo vicino di casa, grande compagno di bevute al quale si ispirerà per delineare la figura di Abe North, il compositore cinico di Tenera è la notte. L'alcool, che ucciderà presto l'amico, stava intanto diventando un problema anche per Fitzgerald e inoltre la vita privata di Scott e Zelda era diventata di dominio pubblico tanto che, come scriverà Nancy Milford, "cominciava ad esserci un tocco di farsesco nelle loro esibizioni in pubblico".

### Gli anni in Europa
Nel 1924, illudendosi di diminuire le spese, la coppia si trasferì in Europa dove rimase per cinque anni, eccezion fatta che per un breve intervallo.

#### La conoscenza di Sara e Gerald Murphy
La prima tappa fu a Parigi, dove conobbero Gerald e Sara Murphy, una ricchissima coppia di americani espatriati che li inviteranno a trascorrere l'estate sulla Costa Azzurra a Cap d'Antibes dove i Murphy, invitati da Cole Porter e innamoratisi della spiaggia, avevano convinto un loro amico a tenere aperto il suo albergo anche fuori stagione.

#### La crisi matrimoniale
Dopo Parigi Scott e Zelda si recarono a Hyères, a Nizza, ad Avignone e si sistemarono a Saint-Raphaël. Durante il soggiorno estivo a Ville Marie, Scott riprese a lavorare intensamente al romanzo The Great Gatsby, che aveva iniziato a Long Island, ma Zelda si annoiava e s'invaghì di un certo Edward Jozan, un aviatore francese. Iniziarono i litigi e le incomprensioni. Per uscire dalla vicenda, e dopo un tentato suicidio di Zelda, la coppia nell'autunno si recò a Roma dove Scott, che in quel periodo si dava fortemente all'alcool, venne coinvolto in una rissa con un tassista.

#### Il terzo romanzo:The Great Gatsby

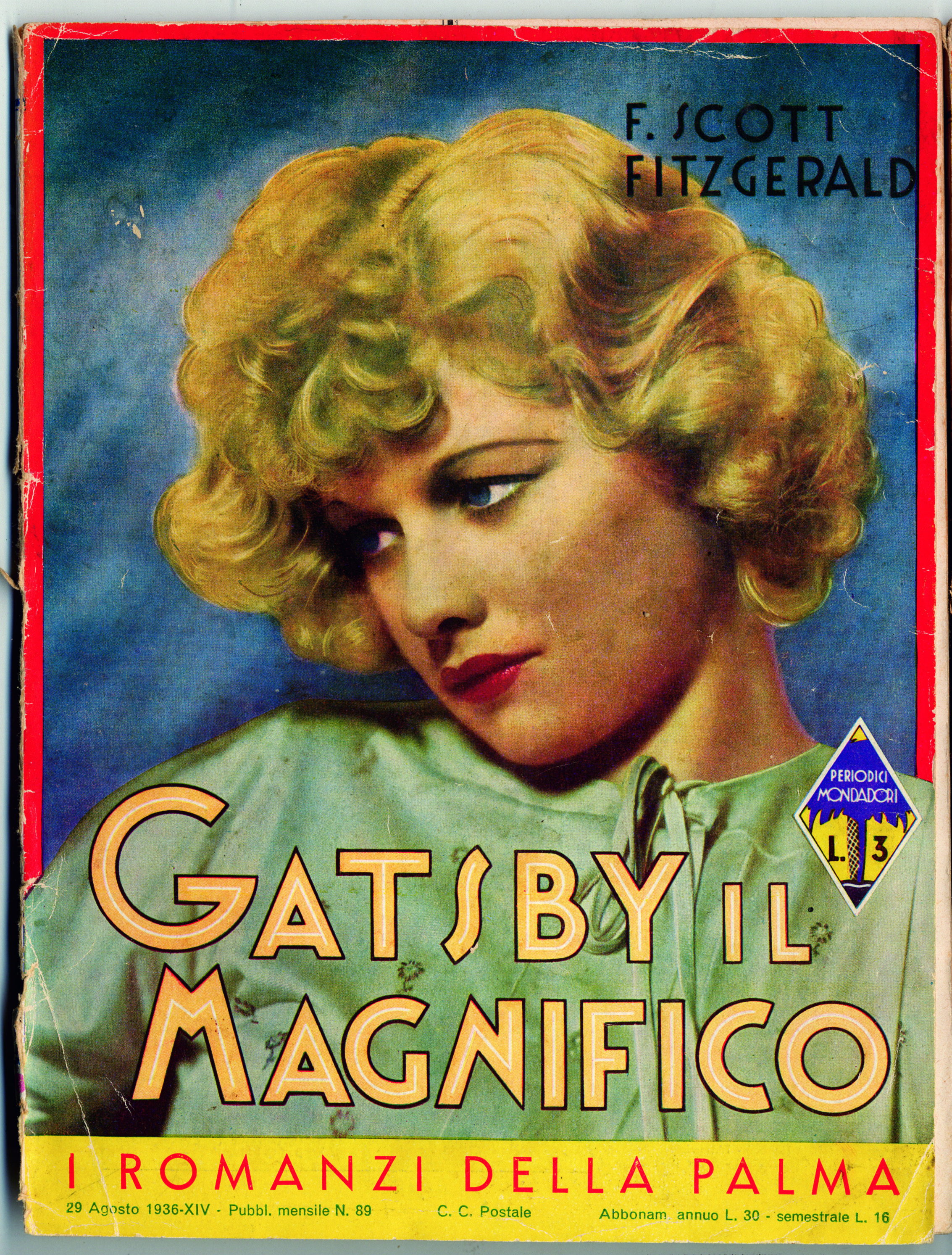
La prima edizione italiana di Il grande Gatsby Mondadori 1936

All'inizio del 1925, i Fitzgerald andarono ancora a Parigi dove il 10 aprile venne pubblicato il romanzo Il grande Gatsby che, pur essendo un'opera di felice ispirazione, non ottenne il successo del precedente romanzo. Durante la primavera Scott conobbe Ernest Hemingway, allora scrittore alle prime armi, con il quale s'intese subito e al quale fece ottenere un contratto con l'editore Scribner.
Nell'agosto del 1925 i Fitzgerald ritornarono ad Antibes e furono in seguito ospiti di Gerald e Sara Murphy a Villefranche, dove lo scrittore iniziò a lavorare al suo quarto romanzo, Tender Is the Night (Tenera è la notte) che avrebbe terminato solamente otto anni più tardi.

#### Zelda dà i primi segni di squilibrio mentale
Il 1926 fu un anno di spostamenti, di litigi e d'incomprensioni. Il carattere di Zelda diventava ogni giorno più strano, tanto che dovette essere ricoverata per un breve periodo in una clinica. A dicembre ritornarono negli Stati Uniti sul Conte Biancamano e a gennaio del 1927 si recarono per un primo viaggio a Hollywood, dove lo scrittore era stato invitato per scrivere una sceneggiatura per la commedia di Constance Talmadge (che verrà rifiutata) e dove lavorò per la "United Artists".
Per quella occasione la coppia prese una casa in affitto a Wilmington, nel Delaware, e Zelda iniziò a studiare danza. Tra l'aprile e il settembre del 1928 fecero ritorno a Parigi, per poi ritornare nell'inverno nuovamente negli Stati Uniti, senza piani precisi. Le incomprensioni e i litigi si fecero sempre più intensi e insanabili e Scott si diede più che mai all'alcool.

### Gli anni di crisi

#### Il crac in borsa
Nel 1929 la coppia si recò nuovamente in Europa, prima a Genova poi a Nizza, a Parigi, a Cannes e infine a St. Raphael, dove giunse loro la notizia del crac di Wall Street. Negli Stati Uniti iniziava il periodo della grande depressione e con essa anche la fine dell'età spensierata del jazz.

#### La malattia di Zelda
Il 23 aprile 1930 la malattia di Zelda, che i medici diagnosticarono trattarsi di schizofrenia, si manifestò in tutta la sua gravità ed ella venne ricoverata alla Malmaison di Parigi, poi a Montreux in Svizzera, mentre Scott si sistemava a Ginevra e in seguito a Losanna. Al tragico ritorno alla realtà imposto dalla crisi del 1929 si accompagnò quindi anche la crisi familiare e personale di Fitzgerald che, alcolista e preoccupato per le condizioni della moglie, ebbe un forte tracollo che gli impedì di lavorare con la necessaria tranquillità alla stesura definitiva di Tender Is the Night.

#### Il ritorno negli Usa
Nel 1931 Fitzgerald si recò per breve tempo negli Stati Uniti d'America, ma nell'estate si trovava ad Annecy e quando a settembre Zelda venne dimessa essi ritornarono in America stabilendosi a Montgomery nell'Alabama. Scott, che dovette recarsi a Hollywood, ci andò da solo. Nel settembre del 1932, in seguito alla morte del padre, Zelda ebbe una ricaduta e venne ricoverata in una clinica di Baltimora, dove rimase fino a giugno, mentre Scott andò a vivere con la figlia a Rodgers Forge, dove Zelda, appena dimessa, li raggiunse. Scott intanto continuava a lavorare al romanzo Tenera è la notte.

#### Il quarto romanzo:Tender Is the Night(Tenera è la notte)
Nel 1934 venne pubblicato il quarto romanzo di Fitzgerald, Tender Is the Night (Tenera è la notte), l'opera alla quale lo scrittore lavorò più a lungo ma che ottenne scarso successo. Zelda intanto, colta da una terza ricaduta, fu nuovamente ricoverata. Il 1935 vide Scott disperato per l'insuccesso ottenuto dal libro, per la situazione economica e per il suo stato di salute. Era stato infatti colto da un serio attacco di tubercolosi e dovette essere ricoverato prima a Tryon, nella Carolina del Nord, poi ad Asheville e infine a Baltimora.
Lo stato depressivo nel quale si trovava Fitzgerald peggiorò ulteriormente, portandolo a quel crack-up (crollo) di cui i tre toccanti articoli apparsi nel 1936 sulla rivista Esquire e pubblicati postumi nel 1945 da Edmund Wilson costituiscono una testimonianza drammatica. In essi vi è la confessione del suo fallimento e, come scrive Fernanda Pivano, si tratta di "...un documento tragicamente sincero che soltanto il candore di Scott poteva gettare in pasto al pubblico con tanta semplicità. Il suo candore fu ancora una volta frainteso. Nessuno raccolse il grido disperato; il pubblico e perfino gli amici si limitarono a scandalizzarsi; Hollywood gli rifiutò un contratto che sarebbe stato forse la sua salvezza".

### Gli ultimi anni
Nel 1937 Fitzgerald, ripresosi, accettò di lavorare come sceneggiatore a Hollywood sotto contratto con la MGM per diciotto mesi e s'innamorò di Sheilah Graham, una cronista mondana, che lo aiutò a riacquistare il suo equilibrio. Viveva al Garden of Allah Hotel. Il lavoro gli procurò una certa tranquillità economica, tanto da poter scrivere serenamente. Collaborò in questo periodo a diversi film tra i quali Donne (The Women) del regista George Cukor che uscirà nel 1939) ma nel 1938 aveva cofirmato l'adattamento di Three Comrades (Tre camerati) del regista Frank Borzage.
Tale versione non venne considerata dal produttore, che la riscrisse causando a Fitzgerald un'altra grande delusione: così, l'anno dopo, quando si recò a Darthmounth con Schulberg, che in seguito scrisse un romanzo biografico in cui riferisce l'episodio con il titolo The Disenchanted, per la preparazione di uno scenario, ricominciò a bere e dovette essere ricondotto a New York, dove venne ricoverato in ospedale. Nel 1938, a Pasqua, è con moglie e figlia in Virginia. Vive a Malibu Beach ed Encino. A settembre la figlia Scottie entra al Vassar College. A dicembre la MGM non gli rinnova il contratto.

#### L'ultimo romanzo:The Last Tycoon(L'ultimo magnate)
Dalla crisi durata parecchi mesi emerse un nuovo Fitzgerald, oramai disincantato. Mentre seguitava a scrivere racconti per l'Esquire (tra cui qualcuno ambientato ad Hollywood) concepì e iniziò a scrivere The Last Tycoon (L'ultimo magnate, conosciuto in Italia con il titolo Gli ultimi fuochi e pubblicato nel 2012 con il titolo L'amore dell'ultimo milionario), che vede nel produttore Monroe Stahr un Gatsby più maturo, ma altrettanto idealista. Questa resta probabilmente l'opera di Fitzgerald più significativa e penetrante ambientata nel mondo del cinema. Il romanzo, rimasto incompiuto, uscirà postumo nel 1941, pubblicato dall'amico Edmund Wilson con le indicazioni che Fitzgerald stesso aveva predisposto per il suo compimento. Grazie a quest'uscita postuma, la critica riscoprì l'autore.

#### Gli attacchi di cuore e la morte
Alla fine di novembre sopraggiunse un primo attacco di cuore. Spaventato, ma non arresosi, lo scrittore continuò faticosamente a scrivere il romanzo iniziato. Il 20 dicembre aveva terminato il primo episodio del sesto capitolo, ma il giorno seguente un secondo attacco cardiaco lo colse provocandone la morte a Hollywood, in casa dell'amica Sheila Graham.
Il funerale avvenne in modo semplice e la sua salma fu inumata in un piccolo cimitero di Rockville, nel Maryland; tra le poche persone a prendervi parte ci fu la scrittrice e amica Dorothy Parker, la quale proprio davanti al feretro, citando una frase dal Grande Gatsby, esclamò: "Povero vecchio bastardo". È sepolto nell'Union Cemetery di Rockville (presso Washington), poi nel vicino cimitero cattolico di St. Mary, descritto in Tender Is the Night. In un testamento del 1939 aveva chiesto "il funerale meno caro, senza ostentazione e spese superflue". La moglie Zelda sopravvisse al marito otto anni e nel 1948 morì in un incendio divampato nella clinica Highland ad Asheville nella Carolina del Nord, dov'era internata da tempo con altre nove donne.

## Opere

### Edizioni originali
- The Princeton Tiger, Humor Magazine, 1917
- This Side of Paradise, New York: Chas. Scribner & Sons, 1920
- Flappers and Philosophers, New York: Chas. Scribner & Sons, 1920
- The Beautiful and Damned, New York: Chas. Scribner & Sons, 1922
- Tales of the Jazz Age, New York: Chas. Scribner & Sons, 1922
- The vegetable, or From President to Postman, New York: Chas. Scribner & Sons, 1923
- The Great Gatsby, New York: Chas. Scribner & Sons, 1925
- All the Sad Young Men, New York: Chas. Scribner & Sons, 1926
- Tender Is the Night, New York: Chas. Scribner & Sons, 1934
- Taps at Reveille, New York: Chas. Scribner & Sons, 1935
- The Last Tycoon - originale The Love of the Last Tycoon - New York: Chas. Scribner & Sons, pubblicato postumo, 1941)
- The Crack-Up, with Other Uncollected Pieces, a cura di E. Wilson, New York, New Directions, 1945
- Taps at Reveille (Short Story Collection), New York, Scribner's, 1948
- The Stories of F. Scott Fitzgerald, New York: Scribner, 1951
- The Basil and Josephine Stories (Short Story Collection), Princeton, Friends of The Princeton Library, 1951
- Babylon Revisited and Other Stories, New York, Scribner's 1962
- The Pat Hobby Stories, New York: Chas. Scribner & Sons, 1962
- The Letters of F. Scott Fitzgerald, a cura di A. Turnbull, New York: Chas. Scribner & Sons, 1963
- The Apprentice Fiction of F. Scott Fitzgerald 1909-1917, a cura di J. Kuehl, New Brunswick, Rutgers University Press, 1965
- Thoughtbook of Francis Scott Key Fitzgerald, Princeton University Library, 1965
- Dear Scott/Dear Max: The Fitzgerald-Perkins Correspondence, a cura di J. Kuehl e JR. Bryrer, New York, Scribner, 1971
- F. Scott Fitzgerald in His Own Time: A Miscellany, a cura di M. J. Bruccoli e JR. Bryrer, Kent State University Press, 1971
- As Ever, Scott Fitz-: Letters Between F. Scott Fitzgerald and his Literary Agent, Harold Ober, 1919-1940, a cura di M. J. Bruccoli, New york, Lippincott, 1972
- Bits of Paradise: 21 Uncollected Stories, by F. Scott Fitzgerald and Zelda Fitzgerald, a cura di M. J. Bruccoli, New York, Scribner, 1973
- The Notebook of F. Scott Fitzgerald, a cura di M. J. Bruccoli, New York Scriber, 1978
- The Prices Was Hight: The Last Uncollected Stories, a cura di M. J. Bruccoli, New York, Scribner, 1979
- The Short Stories of F. Scott Fitzgerald, a cura di M. J. Bruccoli, New York, Scribner, 1989
- Correspondence of F. Scott Fitzgerald, a cura di M. J. Bruccoli et al., New York, Random House, 1989
- The F. Scott Manuscript, a cura di M. J. Bruccoli, New York, Garland 1990 (due volumi relativi a The Beautiful and Damned, a cura di A. Margolies sono usciti nel 1990)
- The Love of the Last Tycoon: A Western, a cura di M. J. Bruccoli, New York, Scribner, 1993
- F. Scott Fitzgerald: A Life in Letters, a cura di M. J. Bruccoli, New York, Simon & Schuster, 1994
- Trimalchio: An Early Version of "the Great Gatsby", a cura di J. L. W. West III, Cambridge, Cambridge University Press, 2000
- Novels and Stories 1920-1922, a cura di J. R. Bryer, New York, Library of America, 2000
- Dear Scott, Dearest Zelda: The Love Letter's of F. Scott and Zelda Fitzgerald, a cura di J. R. Bryer e C. W. Barks, New York, St. Martin's press, 2002

### Principali traduzioni italiane
- Gatsby il magnifico, trad. di C. Giardini, Milano, Mondadori, 1936
- Tenera è la notte, trad. di F. Pivano, Torino, Einaudi, 1949
- Il grande Gatsby, trad. F. Pivano, Milano, Mondadori, 1950
- Il grande Gatsby, trad. e introd. M. Bocchiola, Milano, RCS Libri, 2011
- Di qua dal Paradiso, introd. e trad. di F. Pivano, Milano, Mondadori, 1952
- Belli e dannati, trad. di F. Pivano, Milano, Mondadori, 1952
- Gli ultimi fuochi, introd. e trad. di F. Pivano e B. Oddera, Milano, Mondadori, 1959
- Ventotto racconti, trad. di B. Oddera, Milano, Mondadori, 1960
- Basil e Cleopatra. Due racconti, trad. di D. Tarizzo e C. Salmaggi, Milano, Il Saggiatore, 1960
- L'età del jazz e altri scritti, pref. di E. Zolla, trad. di D. Tarizzo, Milano, Il Saggiatore, 1962
- Postino o presidente?, trad. di D. Tarizzo, Milano, Il Saggiatore, 1962
- Crepuscolo di uno scrittore, trad. di G. Monicelli, Milano, Mondadori, 1967 (ristampa Milano, Studio Editoriale, 1990)
- Racconti dell'età del jazz, trad. di G. Monicelli e B. Oddera, Milano, Mondadori, 1968
- Romanzi, a cura di F. Pivano, trad. di F. Pivano e D. Tarizzo, Milano, Mondadori, 1972
- Il diamante grosso come l'Hotel Ritz, trad. di B. Oddera, Milano, Emme, 1974
- Lembi di paradiso. Racconti di F. S. e Zelda Fitzgerald, trad. di V. Mantovani e B. Oddera, Milano, Mondadori, 1975
- I racconti di Basil e Josephine, trad. di G. Fretta, G. Monicelli, B. Oddera, Milano, Il Saggiatore, 1976
- Taccuini, trad. A. Pajalich e D. Tarizzo, Torino, Einaudi, 1980
- Il prezzo era alto, trad. di B. Oddera, Milano, Mondadori, 1981-82, 2 voll.
- La crociera del rottame vagante, a cura di R. Cagliero, Palermo, Sellerio, 1985
- Festa da ballo, trad. di S. Petrignani, Roma, Theoria, 1987
- Il grande Gatsby, a cura di T. Pisanti, Roma, Newton & Company, 1989
- Troppo carina per dirlo a parole e altri racconti, trad. di B. Oddera, Milano, Mondadori, 1996
- Al di qua del Paradiso, introd. di G. Buzzi, trad. di P. F. Paolini, Roma, Newton & Compton, 1994
- Maschiette e filosofi, cura e trad. di P. Meneghelli Roma. Newton & Compton, 1996
- I racconti di Pat Hobby, trad. di Ottavio Fatica, Roma, Theoria, 1996
- Racconti dispersi, a cura di M. J. Bruccoli, trad. di B. Oddera, 4 voll., Milano, Mondadori, 1999-2001
- Caro Scott, carissima Zelda. Lettere d'amore di F. Scott Fitzgerald e Zelda Fitzgerald, a cura di J. R. Bryrer e C. W. Barks, trad. di M. Premoli, Milano, La tartaruga, 2003
- Lettere a Scottie, con lettere inedite di Scottie Fitzgerald, a cura di M. Bacigalupo, Milano, Archinto, 2003
- Il crollo (1936) a cura di Ottavio Fatica, Milano, Adelphi, 2009, (Premio Elsa Morante/sezione Traduttori 2010)
- L'amore dell'ultimo milionario, trad. di Maria Baiocchi e Anna Tagliavini, Padova, Alet, 2012
- Un sogno di ragazza, trad. di Bianca Lazzaro, Roma, Donzelli, 2012
- Tutti i giovani tristi, trad. di Nicola Manuppelli, Fidenza, Mattioli 1885, 2012.
- Trimalchio (The Great Gatsby, 1925), Mattioli 1885, Fidenza 2013 a cura di Nicola Manuppelli ISBN 978-88-6261-343-9
- Il curioso caso di Benjamin Button, cortoromanzo con testo originale a fronte, Milano, Leone Editore, 2013.
- Sogni d'inverno, cortoromanzo con testo originale a fronte, Milano, Leone Editore, 2014.
- Il palazzo di ghiaccio, cortoromanzo con testo originale a fronte, Milano, Leone Editore, 2016.
- La parte posteriore del cammello, cortoromanzo con testo originale a fronte, Milano, Leone Editore, 2016.
- Basil Lee, raccolta di racconti, Postfazione di Sabrina Campolongo, Milano, Edizioni Paginauno, 2018
- Ci risiamo, Basil Lee, Postfazione di Sabrina Campolongo, Milano, Edizioni Paginauno, 2019
- Il cuore in attesa, Mattioli 1885, Fidenza 2016 traduzione di Nicola Manuppelli ISBN 978-88-6261-492-4
- La sveglia, Mattioli 1885, Fidenza 2016 traduzione di Nicola Manuppelli ISBN 978-88-6261-412-2
- Silenzio al Risveglio, trad. di Sara Antonelli, Milano, Feltrinelli, 2021
- Babilonia rivisitata, Mattioli 1885, Fidenza 2016 traduzione di Nicola Manuppelli ISBN 978-88-6261-360-6
- Vivere con 36.000 dollari all'anno, Mattioli 1885, Fidenza 2012 ISBN 978-88-6261-322-4
- Il grande Gatsby, Mattioli 1885, Fidenza 2012 traduzione di Nicola Manuppelli ISBN 978-88-6261-280-7
- Il decennio perduto, Mattioli 1885, Fidenza 2011 traduzione di Nicola Manuppelli ISBN 978-88-6261-231-9

## Filmografia

### Sceneggiatore
- Pusher-in-the-Face, regia di Robert Florey (1929)

### Trasposizioni
- The Chorus Girl's Romance, regia di William C. Dowlan (1920)
- The Beautiful and Damned, regia di William A. Seiter o Sidney Franklin (1922)
- The Great Gatsby, regia di Herbert Brenon (1926)
- Il grande Gatsby (The Great Gatsby), regia di Elliott Nugent (1949)
- L'ultima volta che vidi Parigi (The Last Time I Saw Paris), regia di Richard Brooks (1954)
- Tenera è la notte  (Tender Is the Night), regia di Henry King (1962)
- Il grande Gatsby (The Great Gatsby), regia di Jack Clayton (1974)
- Gli ultimi fuochi (The Last Tycoon), regia di Elia Kazan (1976)
- Il curioso caso di Benjamin Button (The Curious Case of Benjamin Button), regia di David Fincher (2008)
- Il grande Gatsby  (The Great Gatsby), regia di Baz Luhrmann (2013)

### Film dove è presente come personaggio
- Nel film Adorabile infedele (Beloved Infidel), regia di Henry King (1959), è interpretato da Gregory Peck.
- Nel film Last Call - Genio ribelle (Last Call), regia di Henry Bromell (2002), è interpretato da Jeremy Irons.
- Nel film Midnight in Paris, regia di Woody Allen (2011), è interpretato da Tom Hiddleston.
- Nel film Genius, regia di Michael Grandage (2016), è interpretato da Guy Pearce.

### Biografie e testimonianze
- Arthur Mizener, The Far Side of Paradise 1951, 1965
- M.J. Bruccoli, Scott and Ernest: the Authority of Failure and the Authority of Success, New York, Random House, 1978
- (EN) Matthew J. Bruccoli, Some Sort of Epic Grandeur: The Life of F. Scott Fitzgerald, 2ª ed., Columbia, South Carolina, University of South Carolina Press, 2002  [1981], ISBN 1-57003-455-9.
- M. Callaghan, That Summer in Paris, Harmondsworth, Penguin, 1979
- Pietro Citati, La morte della farfalla, Mondadori, 2006
- Sebastiano Martini, In Costa Azzurra con Fitzgerald, Giulio Perrone, 2024
- M. e R. Cowley (a cura di) Fitzgerald and the Jazz Age, New York, Scribner, 1966
- S. Graham, The Real F. Scott Fitzgerald: Thirty-Five Years Later, New York, Scribner, 1966
- S. Graham - G. Frank, Beloved Infidel: The Education of a Woman, New Yok, Holt, 1958 (trad. it. Adorabile infedele, 1954)
- Ernest Hemingway, A Moveable Feast, New York, Scribner, 1964
- J. J. Koblas, F. Scott Fitzgerald in Minnesota: His Homes and Haunts, St. Paul, Minnesota Historical Society Press, 1978
- F. Kroll Ring, Against the Current: As I Remember F. Scott Fitzgerald, Berkeley, Creative Arts, 1985
- A. Latham, Crazy Sunday: F. Scott Fitzgerald in Hollywood, New York, Viking, 1970
- A. Le Vot, F. Scott Firzgerald, Harmondsworth, Penguin, 1985
- S. Mayfield, Exiles from Paradise, New York, Delacorte, 1971
- J. Meyers, Scott Fitzgerald: A Biography, Basingstoke, Macmillan, 1994
- N. Milford, Zelda, New York, Harper, 1970
- L. P. Miller (a cura di), Letters from the Lost Generation: Gerald and Sara Murphy and Friends, Rutgers University Press, 1991
- A. Mizener, The Far Side of Paradise: A Biography of F. Scott Fitzgerald, Boston, Houghton, 1951
- A. Mizener, Fitzgerald, London, Thames & Hudson, 1972 (trad. it. di L. Angelini, Milano, Leonardo, 1990
- H. Piper, Scott Fitzgerald: A Candid Portrait, New York, Holt, 1963
- S. F. Smith, M. J. Bruccoli e J. P. Kerr (a cura di), The Romantic Egoist: A Pictorial Autobiography from the Scrapbooks and Albums of F. Scott and Zelda Fitzgerald, New York, Scribner, 1974
- A. Turnbull, Scott Fitzgerald, New York, Scribner, 1974
- E. Wilson, The Twenties, a cura di L. Edel, New York, Farrar, 1975
- Le lettere di Fitzgerald sono state pubblicate in varie edizioni come Dear Scott, Dearest Zelda: The Love Letters of F. Scott and Zelda Fitzgerald, ed. Jackson R. Bryer and Cathy W. Banks, 2002
- Correspondence of F. Scott Fitzgerald, ed. Matthew Bruccoli and Margaret Duggan, 1980 e F. Scott Fitzgerald: A Life in Letters, ed. Matthew Bruccoli, 1994.
- Zelda Fitzgerald ha pubblicato un romanzo ricco di riferimenti autobiografici, Save Me the Waltz, 1934.

### Contributi critici
- M. Bacigalupo, Grotta Byron. Luoghi e libri, Udine, Campanotto Editore, 2001
- W. F. Bevilacqua, introd. a The Great Gatsby, Rapallo, Cideb, 1994
- M. J. Bruccoli, F. Scott Fitzgerald: A Descriptive Bibliography, Pittsburg, University of Pittsburg Press, 1987
- P. Cabibbo e D. Izzo, Dinamiche testuali in "Ghe Great Gatsby", Roma, Bulzoni, 1984
- J. B. Chambers, The Novels of F. Scott Fitzgerald, New York, St. Martin's Press, 1989
- P. Citati e M. De Strobel, F.Scott Fitzgerald in I contemporanei. Novecento americano, a cura di E. Zolla, vol.I, Roma, Lucarini, 1982
- K. G. W. Cross, F. Scott Fitzgerald, Edinburgh, Oliver and Boyd, 1964
- K. E. Eble, F. Scott Fitzgerald, New York, Twayne 1963 (trad. it. Firenze, La Nuova Italia, 1972)
- R. L. Gale, F. Scott Fitzgerald Encyclopedia, Westport, Ct., Greenwood Press, 1998
- M. Hindus, F. Scott Fitzgerald: An Introduction and Interpretation, New York, Holt, 1968
- A. F. Kazin (a cura di), F. Scott Fitzgerald: The Man and His Work, Cleveland, World 1952
- R. D. Lehan, F. Scott Fitzgerald, Carbondale, Southern Illinois University Press, 1966
- J. E. Miller, F. Scott Fitzgerald: His Art and Technique, New York University Press, 1964
- A. Mizener (a cura di), F. Scott Fitzgerald: A Collection of Critical Essays, Englewood Cliffs, Prentice-Hall, 1963
- B. Nugnes, Invito alla lettura di Fitzgerald, Milano, Mursia, 1977
- S. Perosa, L'arte di F. Scott Fitzgerald, Roma, Edizioni di Storia e Letteratura, 1961
- P. Pignata, Francis Scott Fitzgerald, Torino, Edizioni Borla, 1967
- H. D. Piper, F. Scott Fitzgerald: A Critical Portrait, New York, Holt, 1965
- T. Pisanti, Novecento letterario americano, Salerno, Edisud, 1988
- A. Cascella, I colori di Gatsby. Lettura di Fitzgerald, Roma, Lithos Editrice, 1995
- F. Pivano, La balena bianca e altri miti, Milano, Mondadori, 1961
- R. Prigozy (a cura di), Cambridge Companion to F. Scott Fitzgerald, Cambridge, Cambridge University Press, 2002
- C. Ricciardi (a cura di), The Lost Generation, Napoli, Liquori, 1977
- SANGIULIANO, Il mito America. Hollywood e Fitzgerald, Edizioni Florida, Roma, 1983.
- SANGIULIANO,' 'Il Jazz e la scrittura di Fitzgerald' ', in Stazione di posta n. 75/78, febbraio 2000, pp. 117–119.
- N. Santilli, L'amore come salvezza: "The Last Tycoon" di F. Scott Fitzgerald, Roma, Arnica, 1967
- C. E. F. Shain, F. Scott Fitzgerald, University of Minnesota Press, 1961
- M. J. Tate, F. Scott Fitzgerald A to Z: The Essential Reference to His Life and Work, New York, Facts on File, 1998
- B. Way, F. Scott Fitzgerald and the Art of Social Fiction, London, Arnold, 1980
- E. Wilson, The Shores of Light, New York, Vintage Books, 1961